# Marie-Louise Martin
Suor Maria del Sacro Cuore, detta Marie Martin, al secolo  Marie-Louise Martin  (Alençon, 2 febbraio 1860 – Lisieux, 19 gennaio 1940), è stata una carmelitana francese.
È una delle sorelle di Santa Teresa di Lisieux, monaca con lei nel Carmelo di Lisieux.

## Biografia

### Periodo giovanile
Marie-Louise Martin, detta Marie Martin, è nata ad Alençon il 2 febbraio 1860. I suoi genitori sono Louis Martin e Zélie Guérin Martin. Marie è la maggiore della famiglia Martin. Fu battezzata nella Chiesa di Saint-Pierre d'Alençon il giorno della sua nascita.
Dopo la nascita della prima sorella, Pauline, la fragile salute della madre spinse i genitori ad affidare le due bambine al collegio della Visitazione. Vi entrarono nell'ottobre 1868 Fin dall'infanzia, la piccola Marie si rivelò un'osservatrice giudiziosa, piena di originalità e incline all'indipendenza.

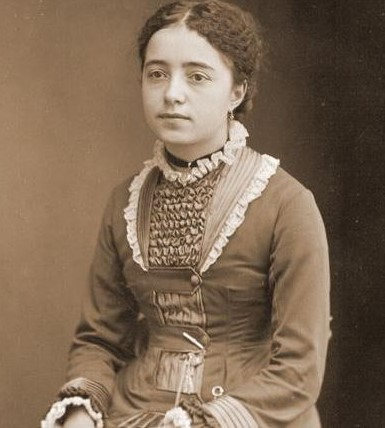
Marie da giovane ragazza.

Il 2 luglio 1869 Maria fece la sua prima comunione nella Cappella della Visitazione. Lo stesso anno ricevette la sua confermazione. Marie fu nominata madrina di sua sorella Teresa di Lisieux al suo battesimo, 4 gennaio 1873.
Fin da bambina si dimostrò "indipendente, gelosa della sua libertà, ma squisitamente sensibile, nemica di tutte le complicazioni, retta e schietta, con slanci di originalità e talvolta manifestazioni di timidezza che la facevano apparire selvaggia ed enigmatica"
Il 2 agosto 1875, Marié lascio il collegio della Visitazione. Marié era una bella ragazza, ma non voleva sentir parlare di matrimonio o di vita religiosa, amava prendersi cura delle sue sorelline (Céline e Thérèse). Rifiutò con forza ogni idea di vocazione religiosa, anche se sua zia (una religiosa delle visitandine) e sua madre erano sicure di questa chiamata.
Nel 1877, con sua madre Zélie e le sue sorelle Pauline e Léonie, Marie partì per un pellegrinaggio a Lourdes, per invocare la guarigione della signora Martin, affetta da un tumore al seno, che la portò alla morte pochi mesi dopo. La famiglia rimase sconvolta dalla perdita: Marie, essendo la maggiore, si prese cura della casa e della famiglia, che si trasferì a Lisieux, dove si stabilì nella Villa Les Buissonnets.
Nell'aprile 1882, R.P. Almire Pichon, della Compagnia di Gesù, divenne il direttore spirituale della ragazza. Era un apostolo della devozione al Sacro Cuore di Gesù e della Misericordia ed ebbe una grande influenza sulla spiritualità della famiglia Martin. Il 2 ottobre 1882, Pauline entrò nel Carmel de Lisieux. Marie, che ebbe difficortà ad accettare la partenza della sorella, ricevette sostegno spirituale da padre Pichon.
Nel maggio 1883, Marie si prese cura di Thérèse, che si ammalò dopo la partenza di Pauline. Alla guarigione della sorella, Marie ebbe la certezza che tutto ciò fosse avvenuto in seguito all'« apparizione della Vergine Maria» a Teresa.

### Ingresso in convento
A 25 anni, Marie non sapeva ancora cosa fare della sua vita: rifiutava il matrimonio, ma anche di entrare in convento. Tuttavia, il 25 marzo 1885, fece un voto privato di castità. All'età di 26 anni, ancora indecisa sul suo futuro, venne incoraggiata dal suo confessore, padre Pichon, a fare una scelta fra il matrimonio o la vita religiosa. Sua sorella Paolina la invitò a raggiungerla al Carmelo, ma Marie esitava ancora, pur partecipando a diversi ritiri nel convento.
Marie chiese finalmente il permesso al padre che non si oppose, seppur addolorato dalla scelta. Nell'ottobre 1886 entrò nel Carmelo di Lisieux e scelse il nome di Suor Maria del Sacré-Cœur. Nello stesso periodo anche Léonie decise di entrare stabilmente in convento. Céline rimase accanto al padre in stato di salute precaria e a Teresa, così, all'età di soli 17 anni, dovette occuparsi della famiglia e ricoprire il ruolo di "padrona di casa".
Il 19 marzo 1887, Marie prese i voti temporanei. Fu Marie ad avere l'intuizione che i ricordi familiari, evocati da Thérèse durante una serata insieme, dovessero essere trascritti in una sorta di memoriale. Suggerì quindi a Madre Agnès di proporre a Teresa, in nome del voto di obbedienza, di trascrivere i suoi ricordi. Madre Agnès si trovò d'accordo con la sorella: questi scritti sarebbero, in seguito, diventati il Manoscritto A, la prima parte della ben nota opera teresiana, Storia di un'anima.
Qualche anno dopo, nel settembre 1896, Marie chiese a Thérèse di mettere per iscritto la sua "piccola dottrina". Teresa trascrisse i suoi ricordi sotto forma di lunga lettera, che fu inserita nel racconto autobiografico teresiano con il titolo di Manoscritto B.

### Morte e sepoltura
Suor Maria del Sacro Cuore si ammalò gravemente nel marzo 1937, così da ricevere anche l'Estrema Unzione. Dopo un temporaneo miglioramento, morì il 19 gennaio 1940. Seconda delle sorelle Martin a mancare (Thérèse morì giovanissima nel 1897), Marie fu sepolta sotto la cappella del Carmelo, a fianco alla sorella minore. In periodi diversi, tutte le sorelle trovarono sepoltura nella stessa cripta.